# 天狼星XM
天狼星XM控股股份有限公司（英語：Sirius XM Holdings, Inc.）是美国一家广播公司，以卫星广播和在线广播的形式向美国听众提供三种电台广播服务，这包括：天狼星卫星电台、XM卫星电台和天狼星XM电台。同时，天狼星XM控股股份有限公司还是天狼星XM加拿大控股有限公司的次要投资方及关联公司，天狼星XM加拿大控股有限公司是一家向加拿大境内提供天狼星卫星电台和XM卫星电台服务的公司。2013年底，天狼星公司重组了公司架构，使天狼星XM电台公司成为天狼星XM控股股份有限公司的直接全资子公司。
天狼星XM电台公司是在美国联邦通讯委员会于2008年7月29日批准天狼星卫星广播公司收购XM卫星广播控股公司后成立的，此时距离首次收购邀约已是17个月后。 根据合并之日的用户量计算，这次合并共计带来超过1,850万用户。 这次交易价值高达33亿美元，但不包含债务。 截至2017年第二季度，天狼星XM公司拥有3,200万订阅用户。
反对合并的人认为天狼星公司与XM公司的合并将导致垄断，但是天狼星和XM却认为合并是卫星广播的唯一出路。

## 合并之前

### 天狼星公司
天狼星卫星电台由玛蒂娜·罗斯布拉特、戴维·马戈尔斯和罗伯特·布里斯克曼所创立。
1990年，罗斯布拉特在华盛顿特区创立了“卫星CD电台公司”（Satellite CD Radio）， 这是全美首家要求美国联邦通讯委员会向卫星电台分配未使用频率的公司，这“引起了美国各家地面电台公司的愤怒”。 1992年4月，罗斯布拉特辞去了该公司董事长兼首席执行官的职务，开始转行去创立她的医学基金会。 前美国航空航天局工程师，同时也是该公司卫星广播技术设计者的罗伯特·布里斯克曼接替成为公司董事长兼首席执行官。 六个月后的1992年11月，罗杰斯无线的联合创始人戴维·马戈尔斯为该公司提供财务支持，并取代布里斯克曼成为该公司的控制者。马戈尔斯将公司名改为“CD广播公司”（CD Radio），并花费了五年的时间游说美国联邦通讯委员会，希望其允许在美国境内部署卫星广播服务。在随后的五年时间里，他筹集了16亿美元的资金，并在2000年7月在哈萨克斯坦建造并发射了三颗广播卫星。
1997年，在戴维·马戈尔斯获得美国联邦通讯委员会的监管许可并“有效创建了该行业”之后，联邦通讯委员会也向遵循天狼星卫星电台公司模式的XM卫星电台颁发了授权许可。
1999年11月，公司市场主管伊拉·巴尔（Ira Bahr）说服戴维·马戈尔斯再次更改公司名称，而这次修改后的公司名就是“天狼星卫星电台”。这次公司更名的目的是为了避免公司名与即将过期的CD技术联系到一起。
在与包括宝马、克莱斯勒和福特在内的汽车制造商达成安装协议之后，天狼星卫星电台公司于2002年2月14日开始在美国境内四个城市提供卫星广播服务。 2002年7月1日之后，该服务开始扩展到美国本土的其他地区。
2001年11月，戴维·马戈尔斯卸任公司首席执行官并继续担任公司董事长直至2003年11月。天狼星卫星电台公司发表声明，“向他创造天狼星及卫星广播行业的伟大视野、领导力和奉献精神致谢”。 环球电讯公司前首席执行官乔·克莱顿（Joe Clayton）接替马戈尔斯，并在2001年11月至2004年11月出任首席执行官一职，和在2003年11月至2008年7月出任公司董事长。 维亚康姆前总裁梅尔·卡梅金在2004年11月接任公司首席执行官，并在公司合并期间内继续担任该职，直至2012年12月。

## 重大历程
天狼星XM控股股份有限公司在合并期间及合并之后有如下重大事件发生。
| 日期       | 事件                                           | 附注 |
| ---------- | ---------------------------------------------- | --- |
| 2007年2月  | 执行最终协议                                   | |
| 2007年3月  | 向联邦通讯委员会提出申请文件                   | |
| 2007年6月  | 联邦通讯委员会在“公告”上予以公示（DA 07-2417） | 意见与请愿截止至2007年7月11日；回应与异议截止至2007年7月24日。 |
| 2007年11月 | 天狼星公司与XM公司各自举行股东投票             | 2007年10月4日宣布将于同年11月13日举行投票。天狼星公司96%的股东赞成合并； XM公司99.8%的股东赞成合并。 |
| 2008年3月  | 获监管部门批准                                 | 2008年3月24日，美国司法部结束调查（即不反对本交易案）。 |
| 2008年7月  | 获联邦通讯委员会批准                           | 2008年7月25日，美国联邦通讯委员会以“3:2”的投票同意了本次交易。 |
| 2008年7月  | 收购完成                                       | XM公司的股票于2008年7月28日停止交易。天狼星XM电台股份公司成为合并后公司的名称。 |
| 2008年11月 | 双方节目完成合并                               | |
| 2009年3月  | “蜃境收音机”（MiRGE）上线                           | 首台兼容天狼星电台与XM电台信号的接收设备。 |
| 2010年11月 | 扩张至阿拉斯加州与夏威夷州                     | 获联邦通讯委员会批准，允许向阿拉斯加州与夏威夷州提供服务。至此，天狼星XM公司覆盖全美50个州。 |
| 2013年4月  | “我的天狼星XM”（MySXM）首次亮相                     | 一个个性化订制的在线互动电台服务。 |
| 2013年11月 | 清晰频道所属节目移除                           | 清晰频道通信公司提供的节目，包括：美国谈、锡克克斯品味、福斯体育广播和WSIX-FM将在清晰频道通信公司出售天狼星XM公司股票之后几个月内从天狼星XM的广播服务上移除；而WHTZ / 纽约和KIIS-FM / 洛杉矶则会通过单独的授权协议继续保留在天狼星XM的服务内。 |
| 2016年4月  | 订阅用户超3,000万                              | 天狼星XM公司宣布，截至2016年第一季度，公司订阅用户达到3,010万。 |